# Le Montet
Le Montet è un comune francese di 522 abitanti situato nel dipartimento dell'Allier della regione dell'Alvernia-Rodano-Alpi.

## Società

### Evoluzione demografica
Abitanti censiti